# Episodi di Modern Family (ottava stagione)

Immagine del cast dalla sigla dell'ottava stagione

L'ottava stagione della serie televisiva Modern Family è stata trasmessa sul canale statunitense ABC dal 21 settembre 2016 al 17 maggio 2017.
In Italia la stagione è andata in onda sul canale satellitare Fox dal 5 maggio al 14 luglio 2017.
In chiaro è stata trasmessa su TV8 durante le ore notturne.
| nº | Titolo originale                        | Titolo italiano                 | Prima TV USA      | Prima TV Italia |
| -- | --------------------------------------- | ------------------------------- | ----------------- | --------------- |
| 1  | A Tale of Three Cities                  | Bugie incrociate                | 21 settembre 2016 | 5 maggio 2017   |
| 2  | A Stereotypical Day                     | Mononucleosi                    | 28 settembre 2016 | 5 maggio 2017   |
| 3  | Blindsided                              | La febbre di Madison Avenue     | 5 ottobre 2016    | 12 maggio 2017  |
| 4  | Weathering Heights                      | Cime tempestose                 | 12 ottobre 2016   | 12 maggio 2017  |
| 5  | Halloween 4: The Revenge of Rod Skyhook | Vendette incrociate             | 26 ottobre 2016   | 19 maggio 2017  |
| 6  | Grab It                                 | I nuovi membri                  | 9 novembre 2016   | 19 maggio 2017  |
| 7  | Thanksgiving Jamboree                   | Il giorno del ringraziamento    | 16 novembre 2016  | 26 maggio 2017  |
| 8  | The Alliance                            | L'alleanza                      | 30 novembre 2016  | 26 maggio 2017  |
| 9  | Snow Ball                               | Il ballo d'inverno              | 14 dicembre 2016  | 2 giugno 2017   |
| 10 | Ringmaster Keifth                       | Questioni irrisolte             | 4 gennaio 2017    | 2 giugno 2017   |
| 11 | Sarge & Pea                             | Ammissione al college           | 11 gennaio 2017   | 9 giugno 2017   |
| 12 | Do You Believe in Magic                 | Giochi di ruolo                 | 8 febbraio 2017   | 9 giugno 2017   |
| 13 | Do It Yourself                          | Chef Dumont                     | 15 febbraio 2017  | 16 giugno 2017  |
| 14 | Heavy Is the Head                       | Dunphy Tower                    | 22 febbraio 2017  | 16 giugno 2017  |
| 15 | Finding Fizbo                           | Alla ricerca di Fizbo           | 1º marzo 2017     | 23 giugno 2017  |
| 16 | Basketball                              | Il tiro decisivo                | 8 marzo 2017      | 23 giugno 2017  |
| 17 | Pig Moon Rising                         | Un favore non si nega a nessuno | 15 marzo 2017     | 30 giugno 2017  |
| 18 | Five Minutes                            | Gate 32                         | 29 marzo 2017     | 30 giugno 2017  |
| 19 | Frank's Wedding                         | Il matrimonio di Frank          | 5 aprile 2017     | 7 luglio 2017   |
| 20 | All Things Being Equal                  | Soci in affari                  | 3 maggio 2017     | 7 luglio 2017   |
| 21 | Alone Time                              | Scappare                        | 10 maggio 2017    | 14 luglio 2017  |
| 22 | The Graduates                           | I diplomati                     | 17 maggio 2017    | 14 luglio 2017  |

## Bugie incrociate
- Titolo originale: A Tale of Three Cities
- Diretto da: Chris Koch
- Scritto da: Elaine Ko

### Trama
Al termine della loro breve vacanza a New York, i Dunphy dovrebbero separarsi con i figli indirizzati verso casa e i genitori attesi a una convention sui mobili. Tuttavia, sia Phil e Claire che i ragazzi decidono di approfittarne per godersi la grande mela per proprio conto mentendosi l'un l'altro. Alla fine la verità verrà a galla al rientro in California, quando si ritrovano col resto della famiglia a casa di Jay per festeggiare la festa del papà. Nel frattempo, a Juárez Gloria reincontra la sorella Sonia, occasione che darà spunto a una nuova faida tra sorelle, incentrata stavolta sulla salsa commercializzata dalla moglie di Jay. Tuttavia le due poi si riappacificheranno, dopo che Gloria ammetterà di essere stata gelosa della sorella in quanto figlia preferita del defunto padre, che si scoprirà avere somiglianze fisiche con l'aspetto dell'attuale marito. Durante il loro viaggio in Missouri, invece, Cameron e Mitchell devono affrontare la morte della nonna del primo, che si trovava da tempo in stato comatoso.
- Guest star: Stephanie Beatriz (Sonia), Celia Weston (Barb Tucker), Dana Powell (Pameron Tucker).

## Mononucleosi
- Titolo originale: A Stereotypical Day
- Diretto da: Ryan Case
- Scritto da: Vali Chandrasekaran

### Trama
Quando Alex contrae la mononucleosi dove si ritrova presto "sfruttata" dalla famiglia. La madre la usa per evitare di rimproverare direttamente il marito e i figli, Luke cerca di rubare dal suo portatile materiale da poter usare a scuola, Phil, dopo essere rimasto molte ore intrappolato in una stanza, finisce per trattarla come un animale per superare il "trauma", mentre la sorella vorrebbe invece ritornasse al college per evitare capisca e sveli ai genitori l'essere stata licenziata. Jay, nel frattempo, cerca di non sembrare razzista quando l'installazione, già pianificata da tempo, di telecamere di sicurezza all'esterno della sua abitazione coincide con il trasferimento nel suo quartiere di una famiglia afroamericana, mentre Mitchell e Cameron si preoccupano affinché la figlia non esprima pregiudizi nei confronti di un compagno di scuola transessuale.
- Guest star: Ernie Hudson (Miles), Brent Jennings (Shawn).

## La febbre di Madison Avenue
- Titolo originale: Blindsided
- Diretto da: Jim Hensz
- Scritto da: Christy Stratton e Danny Zuker

### Trama

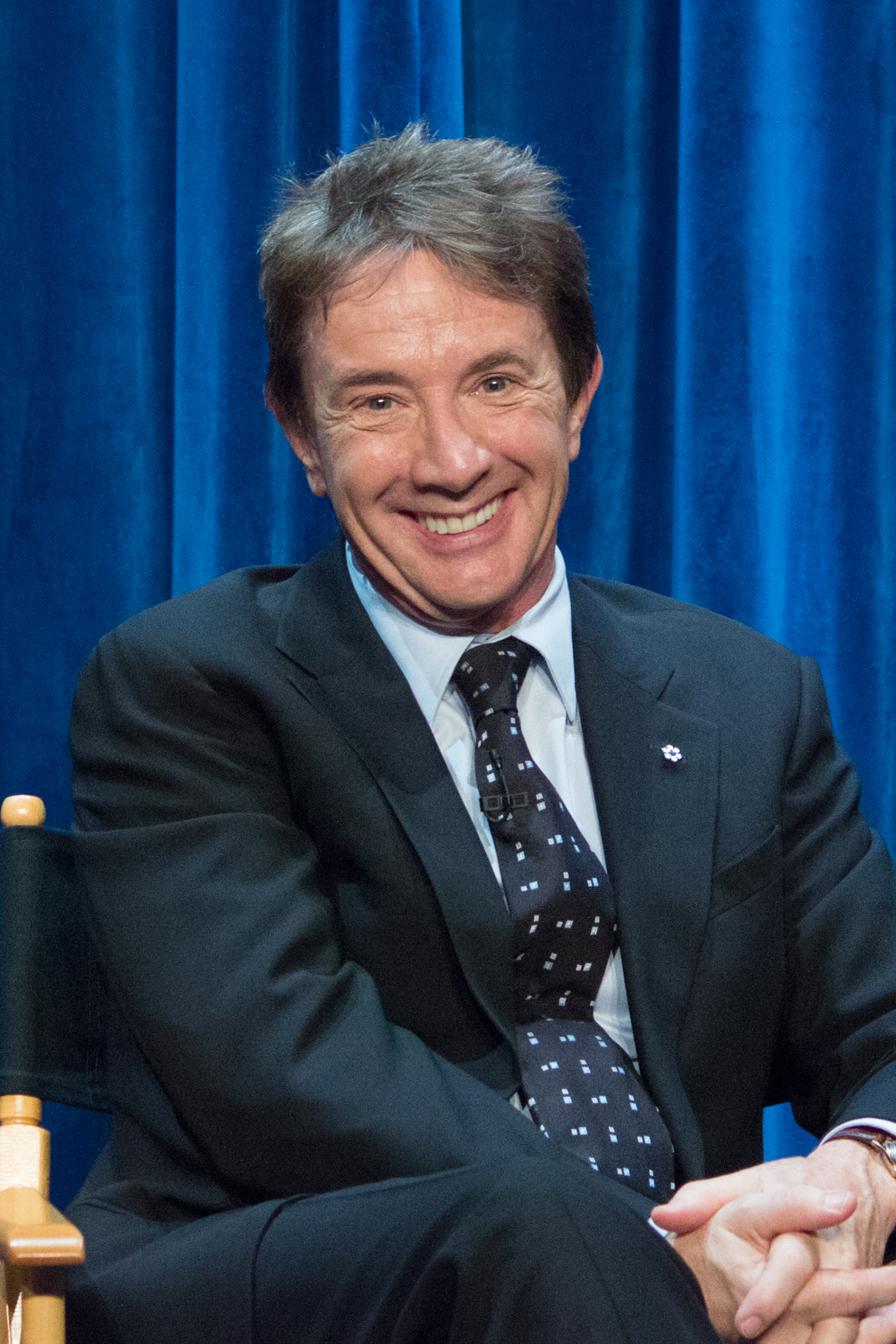
Martin Short interpreta Merv

Haley decide di provare a intraprendere una carriera nel social media marketing, ma i suoi genitori sono scettici al riguardo e il padre le propone invece di lavorare con professionista pubblicitario, Merv Schechter. Per dimostrare le sue potenzialità, aiuta quindi Phil a vendere una casa che non riusciva da tempo a piazzare a causa di omicidi avvenuti all'interno. Nel frattempo, Luke decide di candidarsi a presidente del consiglio studentesco, posizione molto ambita da Manny. La rivalità tra i ragazzi si trasferisce presto ai genitori: Claire appoggia il figlio, cercando di farlo apparire più serio; Jay e Gloria decidono invece di aiutare Manny per evitargli l'ennesima delusione, cercando di farlo apparire più come Luke. Alla fine i ragazzi troveranno un'intesa nel competere senza influenze esterne, fallendo comunque entrambi di conquistare popolarità. Cameron intanto decide di ospitare uno studente, Dwight, per evitare si trasferisca insieme al padre ed esca quindi dalla rosa della sua squadra di football, ma senza prima parlarne con il compagno, che per vendicarsi accetta di ospitare il cane di grossa taglia degli amici Pepper e Ronaldo.
- Guest star: Martin Short (Merv Schechter), Andrew Daly (preside Brown), Winston Duke (Dwight), Christian Barillas (Ronaldo).

## Cime tempestose
- Titolo originale: Weathering Heights
- Diretto da: Gail Mancuso
- Scritto da: Paul Corrigan e Brad Walsh

### Trama

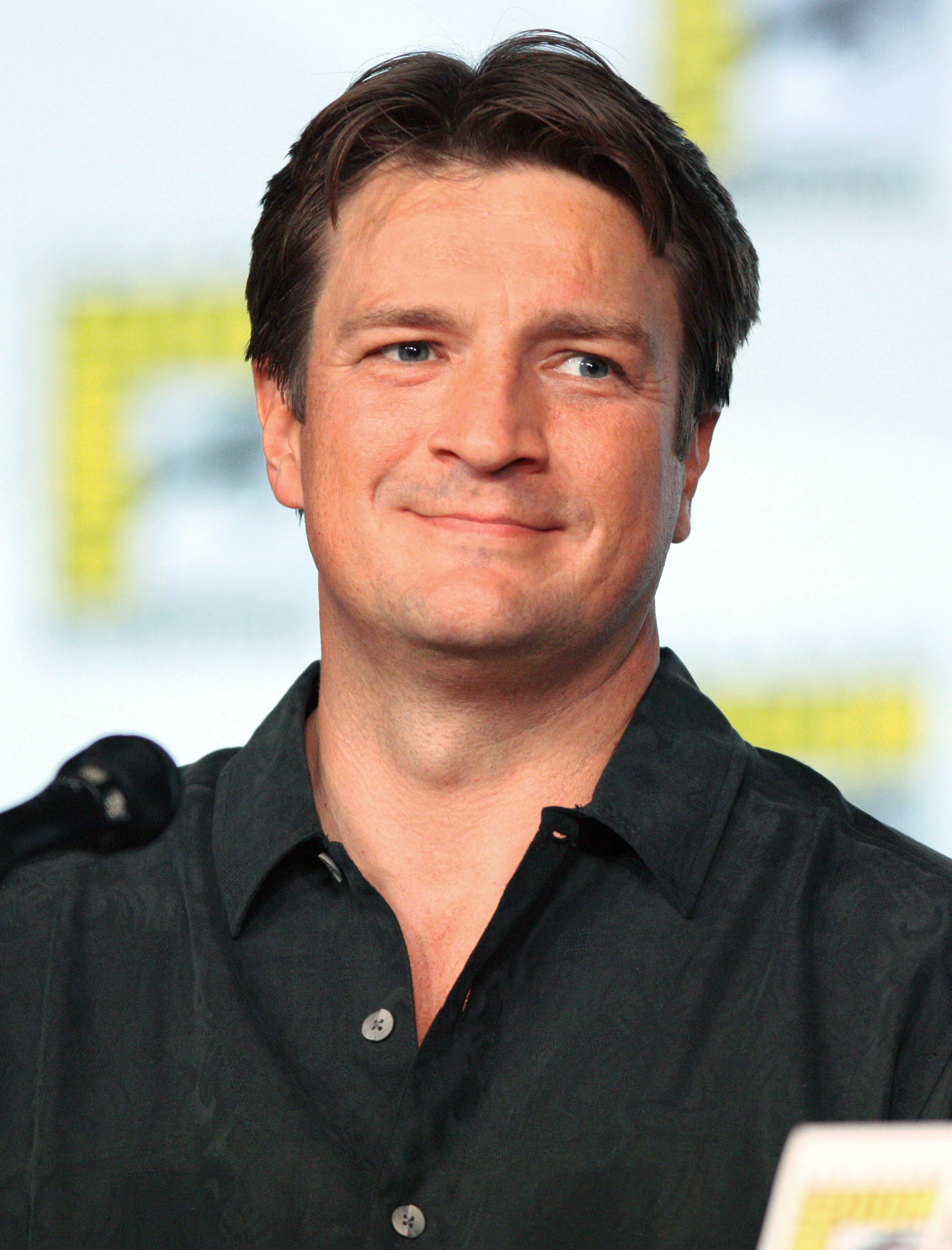
Nathan Fillion interpreta Rainer Shine

Phil viene invitato a un programma televisivo in qualità di esperto immobiliare e negli studi televisivi, dove porta Haley come truccatrice personale, fa la conoscenza di un noto presentatore delle previsioni meteo, Rainer Shine, il quale accetta il suo invito a uscire insieme. Durante una cena, Phil dà il numero della figlia a Rainer, pensando di proporla come assistente o truccatrice, ma quest'ultimo pensa invece sia un via libera a uscire con lei. Rainer e Haley avviano infatti una relazione, facendo sentire Phil tradito, ma i due avranno infine occasione di chiarirsi e preservare la loro nuova amicizia. Intanto, Claire aiuta Luke a barare a Scrabble sfidando Alex, per vendicarsi di tutte le volte in cui lei vince prendendo in giro gli sconfitti. Lily soffre la convivenza con Dwight e cerca quindi di far sembrare che faccia uso di alcolici per liberarsi di lui, Gloria decide di portare Joe da una specialista per aiutarlo a sviluppare meglio il linguaggio, cogliendo l'occasione per raccogliere qualche suggerimento anche per lei stessa, mentre Jay prova ad aiutare Manny a produrre un video saggio da usare come candidatura per l'ammissione alla Juilliard School.
- Guest star: Nathan Fillion (Rainer Shine), Winston Duke (Dwight), Alanna Thompson (dr.ssa Gable), Caleb Smith (poliziotto).

## Vendette incrociate
- Titolo originale: Halloween 4: The Revenge of Rod Skyhook
- Diretto da: Chris Koch
- Scritto da: Stephen Lloyd

### Trama
Luke organizza una festa di Halloween a casa sua senza la presenza dei genitori, tuttavia in pochi si presentano all'appuntamento, preferendo la festa ospitata dalla figlia di Earl Chambers, lo storico rivale di Jay. A soccorrere Luke ci penseranno Haley, che fa pubblicità alla festa del fratello, la madre, che si imbucherà all'altro evento facendo da guastafeste, e il padre, che rianima la festa del figlio a modo suo. Intanto Jay, il quale decide di rappresentare la Sacra Famiglia vestendosi lui da Gesù e facendo fare Giuseppe al figlio Joe, ne approfitta per l'ennesimo scontro con Earl. Manny si traveste invece da Dalton Trumbo, faticando a trovare qualcuno in grado di riconoscere il personaggio, mentre Cameron trova una nuova nemesi in un bambino del suo quartiere vestito da Dart Fener colpevole di aver preso più dolci di quelli offertigli.
- Guest star: Robert Costanzo (Earl Chambers), Sam Daly (padre del bambino vestito da Dart Fener).
- Nota: episodio dedicato a Jon Polito, attore che aveva interpretato Earl Chambers in tre precedenti episodi e doveva riapparire in questo prima della morte avvenuta il 1º settembre 2016 e il conseguente recasting.

## I nuovi membri
- Titolo originale: Grab It
- Diretto da: Beth McCarthy-Miller
- Scritto da: Jeffrey Richman

### Trama
Luke trova un lavoro come cameriere presso il country club frequentato dal nonno. Quando un giorno si fa accompagnare dal padre, Phil tenta di sfruttare la presenza di Jay per diventarne membro. Jay, tuttavia, fa di tutto per evitarlo in quanto il club rappresenta una delle poche cose che non è costretto a condividere con la famiglia. Intanto, Alex viene accompagnata dalla madre a un seminario tenuto da un'imprenditrice di successo, Nancy Decker, dalla quale rimarrà infine delusa. Gloria approfitta dell'assenza del marito e di Manny per cercare di avere una serata di relax, facendo andare a letto presto il figlio più piccolo. Ma le cose non andranno come previsto: Manny, che era stato invitato a una festa, ritorna a casa anticipatamente dopo una serie di eventi imbarazzanti, mentre Joe beve del caffè. Cameron organizza invece una sorpresa a Mitchell, facendolo partecipare a un'esperienza di teatro interattivo, che però non apprezzerà neanche minimamente.
- Guest star: Shannon Cochran (Nancy Decker), Paula Christensen (Tammy), Sam Horrigan (Nick), Bjørn Johnson (Anders), Rob Brownstein (giudice Lewis), Maurice Godin (Lester).

## Il giorno del ringraziamento
- Titolo originale: Thanksgiving Jamboree
- Diretto da: Steven Levitan
- Scritto da: Jon Pollack e Chuck Tatham

### Trama
Per la festa del Ringraziamento, Cameron e Mitchell organizzano un pranzo in tema contadino, con tanto di costumi e animali. Presto Mitchell confessa tuttavia di aver accettato di esserne parte solo per tenere buono il compagno, avendo dato via per sbaglio il suo amato costume da clown. Anche Cam cela tuttavia una malefatta: ha speso per la festa i soldi che stavano risparmiando per una vacanza romantica. Al pranzo sono presenti anche Rainer, il presentatore televisivo frequentato da Haley e Jerry, un vicino di casa dei Dunphy lasciato dalla moglie. La presenza di Rainer indispone Phil, soprattutto quando gli annuncia di essere in proncito di partire in vacanza con la figlia. Gloria cerca di approfittare della presenza degli animali, e in particolare di una capra, per far familiarizzare Joe con gli animali, ma la stessa capra muore dopo a seguito di incidente. Jay è costretto intanto a indossare un apparecchio di monitoraggio della pressione sanguigna, e ne sarà ricordato dell'importanza dopo l'incontro casuale, presso una farmacia del posto, dell'avvocato divorzista della sua ex moglie e di quella di Jerry, che l'aveva accompagnato con Phil. L'avvocato infatti, dopo aver rinfacciato come sia diventato più ricco grazie a loro, ha quello che sembra una sorta di infarto.
- Guest star: Nathan Fillion (Rainer Shine), Matt Besser (Jerry), Winston Duke (Dwight), Jerry Lambert (avvocato).

## L'alleanza
- Titolo originale: The Alliance
- Diretto da: James Bagdonas
- Scritto da: Andy Gordon e Ryan Walls

### Trama

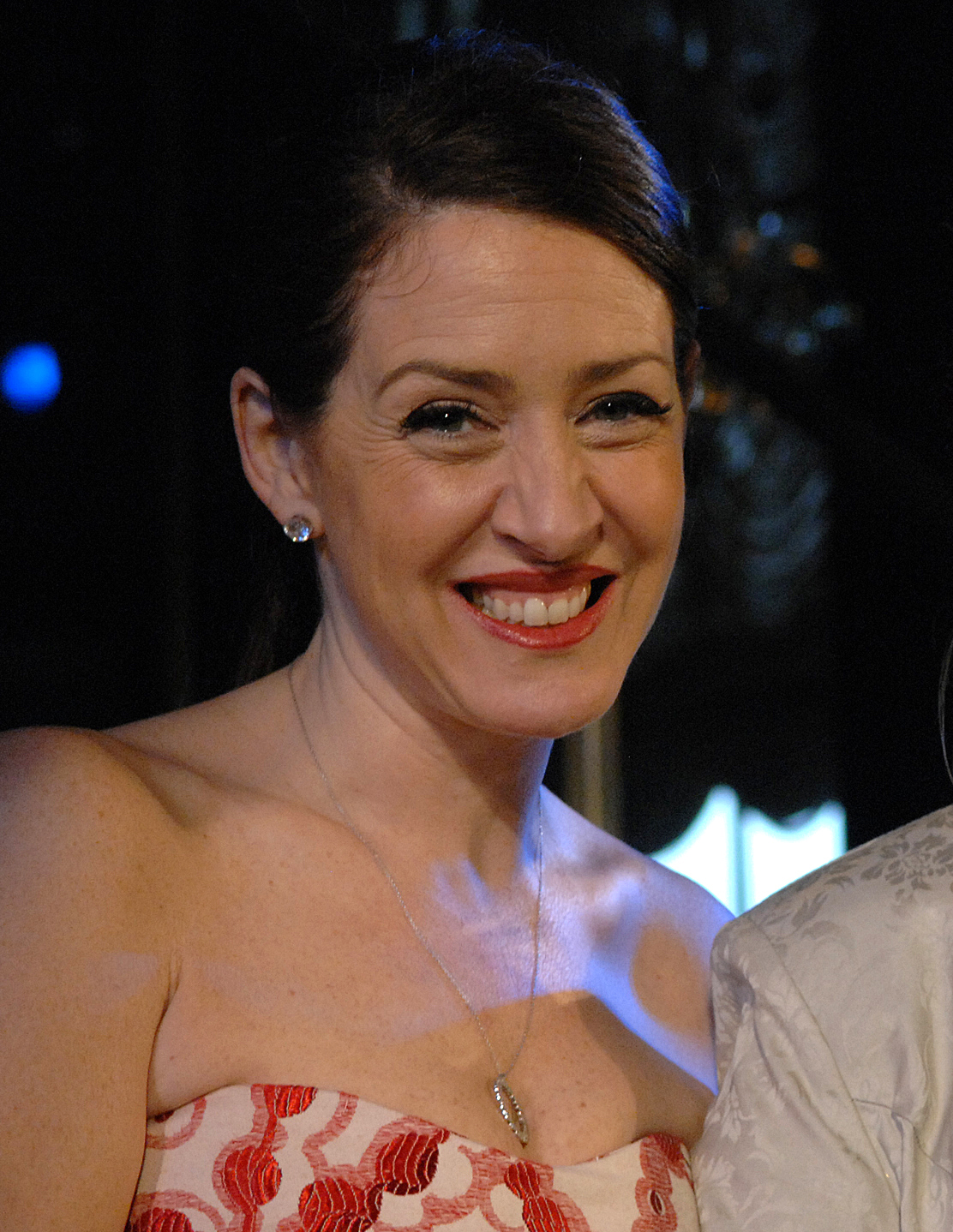
Joely Fisher interpreta Maggie Braithwaite

Phil, Gloria e Cameron rispolverano una loro "alleanza" che ormai va avanti da tempo con lo scopo di aiutarsi l'un l'altro a risolvere delle problematiche senza renderne partecipi i rispettivi consorti. In particolare, Gloria chiede aiuto a trovare il cane di Jay, Stella, e liberarsi di un collare che emana scarische elettriche se si oltrepassa un confine, mentre Cam ha bisogno di liberarsi degli inquilini russi che avrebbe dovuto sfrattare da tempo dall'appartamento sovrastante il proprio. Mentre Phil ritarda il compagno di Cameron dal rientrare a casa, Gloria approfitta quindi del suo aspetto minaccioso per scacciare i russi, ma lascia dietro una traccia che aiuterà poi Mitchell a intuire quanto accaduto. Quando più tardi l'intera famiglia si riunisce a cena per decidere dove andare in occasione delle prossime vacanze natalizie, Mitchell svela la loro intesa segreta, mentre Phil cercava goffamente di liberarsi del collare elettrico del cane. I Pritchett, per punirli, scelgono da soli il luogo della prossima vacanza di famiglia, optando per l'Italia. In realtà, Gloria, Cam e Phil li avevano subdolamente influenzati per tutto il giorno verso tale scelta.
Nel frattempo, Claire aveva faticato nello scegliere un modello di mobili per un'esposizione in autonomia, senza chiedere come abituata consiglio al padre. Haley invece si ritrova a badare alla quattordicenne figlia di Rainer, April, mentre Jay era stato chiamato a soccorrere Luke da Maggie Braithwaite, una socia del country club avvezza ad atteggiamenti inappropriati verso i dipendenti più giovani.
- Guest star: Nathan Fillion (Rainer Shine), Joely Fisher (Maggie Braithwaite), Brianna Askins (April Shine), Kasey Mahaffy (Dom).

## Il ballo d'inverno
- Titolo originale: Snow Ball
- Diretto da: Beth McCarthy-Miller
- Scritto da: Stephen Lloyd e Christy Stratton

### Trama
Quando alla scuola di Luke e Manny viene organizzata una festa a tema invernale, Gloria e Claire vengono designate controvoglia a fare da chaperon ai ragazzi. Le due vorrebbero portarvi anche i rispettivi mariti ma Jay per non andarci si inventa di voler trascorrere una serata con Phil. Per non ferire i sentimenti del genero si ritrova tuttavia, invece di rilassarsi da solo vedendo un vecchio film western, ad onorare la sua parola, provando ad assecondare i desideri di Phil, finendo infine per recarsi con lui alla festa scolastica. Gloria e Claire, intanto, per provare a liberarsi delle incessanti richieste di Marjorie, una delle madri che più si impegnano nell'organizzazione di attività extrascolastiche, nonché divorziata, provano ad accoppiarla con il preside Brown. Alla stessa festa Cameron trascorre la maggior parte del tempo preoccupato dal poter ricevere uno scherzo dai ragazzi che allena, mentre Mitchell prova a dare una lezione a un bullo omosessuale.
- Guest star: Andrew Daly (preside Prince Brown), Vanessa Bayer (Marjorie), Cole Doman (Damien).

## Questioni irrisolte
- Titolo originale: Ringmaster Keifth
- Diretto da: Jim Hensz
- Scritto da: Vali Chandrasekaran

### Trama

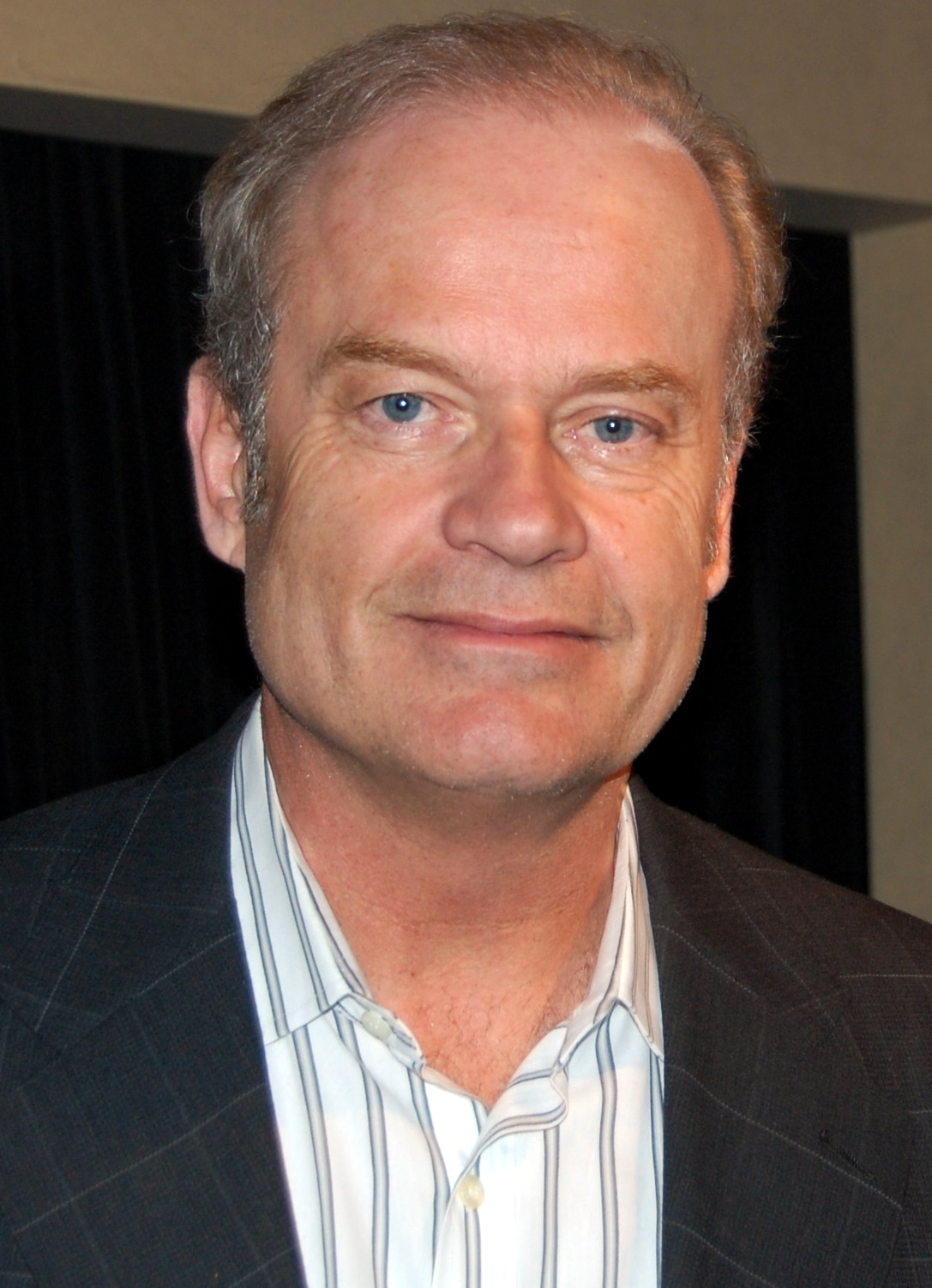
Kelsey Grammer interpreta Keifth

La famiglia si ritrova a festeggiare il primo giorno del nuovo anno a casa di Jay, ma la preparazione del pranzo è affidata a Cameron, intenzionato a rifarsi dopo la cattiva riuscita del pranzo per il giorno del Ringraziamento. Anche stavolta tuttavia non riesce a cucinare il piatto principale, un maiale arrosto, senza intoppi, dovendo ricorrere, con l'aiuto del marito, a una moderna agenzia di concierge. A recapitare un ulteriore maiale cucinato è Keifth, suo ex amante ed ex presentatore di un circo. Per Cam è quindi anche l'occasione di ri-affrontarlo e chiarire i motivi che avevano portato al termine bruscamente la loro passata relazione. Intanto, dopo aver corso il rischio di venire fulminati in piscina per colpa del loro cane Stella, Mitchell convince i genitori ad aggiornare il testamento. Alex e Haley, intanto, prendendo in prestito dei vecchi vestiti per partecipare a una festa a tema vintage, involontariamente si ritrovano con quarantamila dollari in contanti nascosti da Gloria prima che si sposasse con Jay. Phil ha invece modo di ritrovare il padre, che partecipa al pranzo di famiglia portando una fidanzata, nonché ex babysitter dello stesso Phil, alla quale intende chiedere di sposarlo.
- Guest star: Kelsey Grammer (Keifth), Fred Willard (Frank Dunphy), Faith Prince (Lorraine).

## Ammissione al college
- Titolo originale: Sarge & Pea
- Diretto da: James Bagdonas
- Scritto da: Abraham Higginbotham

### Trama
Jay partecipa a un matrimonio insieme ai figli Mitchell e Claire e al pranzo celebrativo ritrova con sorpresa anche l'ex moglie Dede. I figli sono quindi preoccupati che la giornata possa volgere all'insegna del rancore e dell'ostilità, ma gli ex coniugi sembrano invece trascorrere momenti di armonia, trovando anche l'occasione di scusarsi per le sofferenze loro provocate durante i litigi prima del divorzio. Intanto, Gloria e Phil accompagnano Manny e Luke a visitare alcuni college, provocando fastidio a entrambi: lei, con l'intento di preparare il figlio alla nuova esperienza lo sottopone a una serie di scherzi, mentre Phil, incoraggiando oltremisura il figlio finisce per fargli soffrire la pressione derivante dalla sensazione di deludere le aspettative del padre. Cam in un locale incontra insieme a Haley e Alex una donna che sembrerebbe essere la stessa che, a un balletto in cui la sera prima si era esibita anche Lily, tra il pubblico aveva bloccato la visuale sia a lui che a Mitchell per meglio riprendere i ballerini con un iPad. Cam, per esserne sicuro prima di esprimerle il proprio disappunto, finge di essere l'uomo che la donna stava aspettando in quello che doveva essere un appuntamento romantico al buio. Haley nel mentre distrae l'uomo che si era recato a incontrarla.
- Guest star: Shelley Long (Dede Pritchett), Lauren Bowles (Ana), David Hoffman (Richard), Marissa Cuevas (Steffi).

## Giochi di ruolo
- Titolo originale: Do You Believe in Magic
- Diretto da: Gail Mancuso
- Scritto da: Jon Pollack

### Trama
In occasione di San Valentino Phil fa un regalo romantico alla moglie, ma Claire, al contrario degli anni passati è sommersa dal lavoro e sembra non ricambiare i consueti gesti d'affetto. Tuttavia lei ha in serbo una sorpresa per il marito, sorprendendolo con trucchi di magia preparati per l'occasione, oltre a una cena organizzata in un esclusivo ristorante della città. Intanto, Mitchell e Cameron provano a dare consigli alla nipote Haley e all'amica Sal, che si riveleranno poco azzeccati, facendogli mettere in discussione la loro capicità di "capire" le donne. Alex scopre di essere oggetto delle attenzioni sentimentali dell'assistente della madre, Ben, mentre Jay e Gloria sono chiamati a preoccuparsi di alcune brutte abitudini che Joe sta prendendo dal padre.
- Guest star: Nathan Fillion (Rainer Shine), Elizabeth Banks (Sal), Joe Mande (Ben), Marsha Kramer (Margaret), Jade Catta-Preta (Mrs. Clarke).

## Chef Dumont
- Titolo originale: Do It Yourself
- Diretto da: Jeffrey Walker
- Scritto da: Paul Corrigan e Brad Walsh

### Trama
Phil prova a riparare la lavatrice da sé dopo aver rifiutato di avvalersi di un costoso intervento tecnico. Con sua stessa meraviglia, sembra riuscire nell'impresa, rimanendo tanto entusiasta da decidere di avventurarsi in un altro azzardo: compra un terreno per avviare lo sviluppo di un immobile commerciale, progetto a cui lavorava da tempo, coinvolgendo nell'investimento anche Jay. L'onda dell'entusiasmo tuttavia si interrompe quando la lavatrice smette di funzionare, ma la moglie riuscirà a mantenere alto il suo livello di autostima. Intanto Claire è accompagnata ad un corso di cucina condotto da un noto chef da Haley la quale vorrebbe far capire alla madre come non sappia cucinare bene come pensa. Quando lo chef tenta di umiliarla sarà però la stessa figlia a prendere le difese della madre, rincuorandola sulle sue abilità culinarie. Jay è infastidito dal vedere la moglie chiedere aiuto per faccende domestiche a un allenatore di baseball, che si offre anche di aiutare in tale sport il piccolo Joe. Anche se si sente minacciato, in realtà scoprirà che il coach vuole solo fare una buona impressione su di lui per farsi fare da mentore nell'avvio di un'attività commerciale. Cameron e Mitchell provano invece a insegnare alla figlia di affrontare in autonomia i propri impegni e i propri compiti dentro casa, cercando di dare l'esempio con il tentativo di rimuovere un nido di vespe dal giardino, che non andrà come sperato.
- Guest star: Peyton Manning (Coach Gary), Victor Garber (Chef Dumont), Rob Riggle (Gil Thorpe), Eileen Fogarty (Susie), Gary Patent (Yuri).

## Dunphy Tower
- Titolo originale: Heavy is the Head
- Diretto da: Ken Whittingham
- Scritto da: Danny Zuker

### Trama
Sul terreno su cui dovrebbe sorgere la Dunphy Tower sorgono presto gravi problemi che fanno tramontare il progetto iniziale. Phil e Jay, per evitare di perdere l'investimento dovranno convertire l'opera da realizzare in un parcheggio. Intanto Claire sul lavoro è costretta a implementare tagli al budget che fanno scontenti i dipendenti, tuttavia è il giorno del suo compleanno e Gloria le recapita una serie di lussi in ufficio, tra cui champagne e un massaggio, che la metterenno in imbarazzo. Cameron aiuta Lily a realizzare un progetto scolastico, ma vive un piccolo incidente che lo costringono a ricorrere a cure mediche e una TAC di controllo, esame che lo costringerà a rivivere un trauma infantile. Alex prova a farsi nuovi amici nel locale in cui lavora, ritrovandosi inaspettatamente manager.
- Guest star: Joe Mande (Ben), Jonathan Chase (Jared Cook), Jared Gertner (Bobby), Timothy Hornor (Scott), Tory Devon Smith (Mason), Cat Alter (Gillian).

## Alla ricerca di Fizbo
- Titolo originale: Finding Fizbo
- Diretto da: James Bagdonas
- Scritto da: Abraham Higginbotham e Chuck Tatham

### Trama

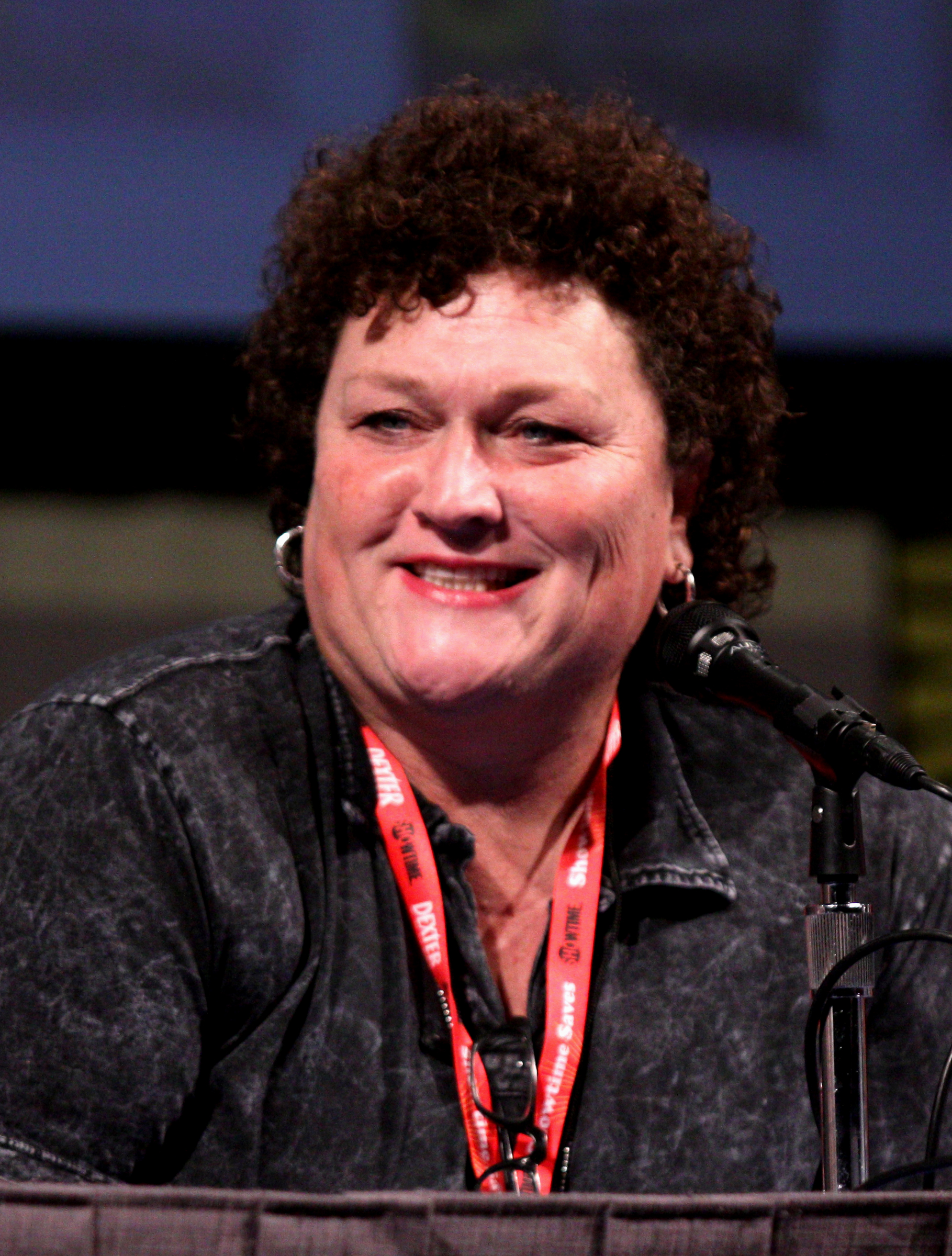
Dot-Marie Jones interpreta Louise

Phil organizza una festa per il padre in procinto di risposarsi, alla quale partecipa anche quello che sarà il suo futuro fratellastro, Ray. Phil crescendo aveva sempre voluto un fratello, ma quando Ray forza un cambio del programma della festa, per lui troppo noioso, i due finiscono con il litigare. Intanto Manny invita Haley, Alex, Gloria e Claire a una lettura di una commedia teatrale da lui scritta, i cui personaggi sono donne a loro ispirate. Mitchell e Cameron si preparano invece ad affrontare una gara di bowling, ma Cameron è tormentato dalla notizia che qualcuno sta impersonando Fizbo, il clown da cui era solito travestirsi prima che il compagno desse via il suo costume. Alla fine scoprirà che era una trovata di Louise, membro della sua stessa squadra di bowling, intenta a vendicarsi delle manie di protagonismo di Cam.
- Guest star: Fred Willard (Frank Dunphy), Oliver Platt (Martin), Joe Mande (Ben), Will Sasso (Senñor Kaplan), Dot-Marie Jones (Louise), John Gemberling (Ray).

## Il tiro decisivo
- Titolo originale: Basketball
- Diretto da: Jim Hensz
- Scritto da: Elaine Ko

### Trama

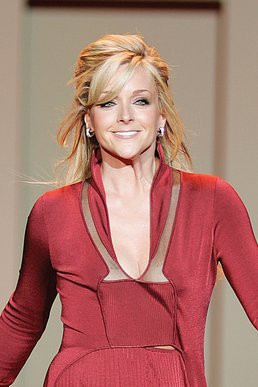
Jane Krakowski interpreta Donna Duncan

Presso la scuola di Luke e Manny viene organizzata una partita di basket tra genitori e insegnanti per raccogliere fondi a scopo benefico; Phil si allena da tempo per rimediare la brutta figura fatta l'anno precedente in una medesima situazione, ma all'evento faticherà a tenere sotto controllo la pressione, anche vista l'alta presenza di pubblico, tra cui compaiono anche due stelle dell'NBA. Lo stesso evento è anche occasione per Gloria di scontrarsi con un'altra mamma, Donna Duncan, con la quale si sente in rivalità. Claire intanto cerca di nascondere al padre di aver fatto lo stesso errore di una ditta concorrente, cioè comprare alcuni mobili scadenti fatti con materiali nocivi per la salute, mentre Jay invano cerca di incuotere un po' timore al figlio più piccolo. Mitchell riprende la tradizione di prendere un tè con la nipote Haley, la quale chiede consiglio su alcune richieste fatte dal fidanzato che la mettono a disagio. Con sua delusione non si tratta tuttavia di qualcosa di piccante.
- Guest star: Nathan Fillion (Rainer Shine), Jane Krakowski (Donna Duncan), Charles Barkley (se stesso), DeAndre Jordan (se stesso), Joe Mande (Ben), Sarah Baker (Shirl Chambers).

## Un favore non si nega a nessuno
- Titolo originale: Pig Moon Rising
- Diretto da: Chris Koch
- Scritto da: Paul Corrigan e Brad Walsh

### Trama
Mentre Manny riceve risposte positive da diversi college a cui ha presentato domanda di ammissione, preparandosi quindi a separarsi in particolare dalla madre, Luke continua a ricevere solo respingimenti. Così il padre decide di provare a mediare per l'istituto che lui stesso aveva frequentato, in cui ritrova un suo vecchio compagno di corso come rettore. Per convincere quest'ultimo ad ammettere il figlio sarà tuttavia costretto a rivelare uno dei suoi trucchi di magia, sentendosi così umiliato. Quando Luke intuisce l'intervento del padre annuncia di voler rifiutare l'ammissione, alla quale è interessato solo se conseguita onestamente. La sorella Haley intanto è coinvolta con Jay, Mitchell e Cameron in un giro di bugie e richieste di favori per tenere celate proprie malefatte al resto della famiglia: Jay non riesce a comprare online dei biglietti per un concerto promessi a Gloria e chiede aiuto a Mitchell, che a sua volta li chiede ad Haley in cambio di aiutarla a spostare la propria macchina bloccata per multe non pagate, la ragazza li chiede quindi a Cameron, che da lei ottiene una copia di un disegno della figlia che aveva involontariamente strappato. Cameron tuttavia non riesce ad ottenere i biglietti e tutta la verità viene presto a galla.
- Guest star: Rick Holmes (rettore Hinden).

## Gate 32
- Titolo originale: Five Minutes
- Diretto da: Gail Mancuso
- Scritto da: Elaine Ko

### Trama
L'episodio si incentra su cinque intensi minuti vissuti dai protagonisti durante la loro vita quotidiana. Mitchell e Cameron, in procinto di partire in aereo, si vedono costretti a cambiare volo all'ultimo momento, dopo che avevano già assunto delle pillole per rilassarsi durante il viaggio. Gli effetti delle droghe complicheranno il loro tentativo di non perdere il volo di ripiego. Alex riceve al college una visita a sorpresa dei genitori, preoccupati per il non sentirla da giorni. Lì scopriranno della sua relazione con Ben. Mentre Manny cerca parcheggio nelle vicinanze di un cinema in cui è in procinto di vedere un film insieme ai genitori, Jay e Gloria litigano sul vizio di lei di voler raccontare lunghe storie senza tralasciare dettagli. Haley riceve a sorpresa una proposta di matrimonio di Rainer, ma appena lui mostra dei dubbi su tale decisione lei respinge la proposta non sentendosi ancora pronta per un passo del genere. Rainer tuttavia, consapevole di invecchiare, non è disposto a continuare la loro relazione come semplici fidanzati.
- Guest star: Nathan Fillion (Rainer Shine), Joe Mande (Ben), Carmella Riley (hostess in aeroporto), Krista Allen (assistente di volo).

## Il matrimonio di Frank
- Titolo originale: Frank's Wedding
- Diretto da: Beth McCarthy-Miller
- Scritto da: Andy Gordon

### Trama
Arrivato il giorno del secondo matrimonio del padre di Phil, i Dunphy raggiungono il luogo della cerimonia in costume, avendo inteso una celebrazione in stile anni venti. In realtà si ritroveranno i soli con abiti d'epoca così Phil, che aveva insistito di indossare i costumi, viene accusato dal resto della famiglia di metterli in imbarazzo non riuscendo a tenere a bada la sua voglia di divertirsi. Così quando Frank dice al figlio di aver pianificato uno scherzo durante la cerimonia, Phil suggerisce di evitare, consapevole che non tutti apprezzano la loro indole giocosa. La sposa tuttavia ama questo lato di Frank, e quando lo confessa a Claire durante i preparativi questa cerca di rimettere le cose a posto e far sì che lo scherzo si realizzi. Intanto Jay si compiace di evitare di dover fare favori stressanti a moglie e figli, ma incomincia a dispiacersene quando si rende conto di aver detto "no" così tante volte che non gli viene chiesto più aiuto neanche per situazioni che possono essere piacevoli. La sorella di Cam, Pam, arriva in città per delle audizioni, inseguendo il suo sogno di far carriera a Hollywood. Tuttavia al provino a cui è accompagnata da fratello e cognato Mitchell involontariamente ruba le attenzioni. Più tardi Pam confesserà anche di stare per avere un bambino e di aver fatto visita al fratello proprio per averlo vicino durante il parto.
- Guest star: Fred Willard (Frank Dunphy), Dana Powell (Pameron Tucker), Faith Prince (Lorraine), John Gemberling (Ray).

## Soci in affari
- Titolo originale: All Things Being Equal
- Diretto da: Michelle MacLaren
- Scritto da: Christy Stratton e Ryan Walls

### Trama
Claire e Gloria stanno accompagnando in macchina Haley, Alex e Lily a una manifestazione femminista quando sono costretti a fermarsi per aver bucato una gomma. Nessuno di loro sa cosa fare ma allo stesso tempo vogliono evitare di ricorrere all'aiuto di un uomo; il dilemma su cosa fare sarà interrotto dall'arrivo di una passante donna in grado di cambiare la ruota, che tuttavia poi approfitta della loro ingenuità rubando il veicolo. Nel frattempo, alla stessa manifestazione alla quale sarebbero dovute andare le ragazze partecipano Luke  e Manny. Quest'ultimo vorrebbe fare colpo su una compagna di scuola, che tuttavia si interessa di più a Luke. Phil e Jay aprono il parcheggio frutto del loro investimento, ma sono in disaccordo su chi assumere per gestirlo. La scelta migliore sarà quella voluta da Phil, che aiuta anche i nuovi datori di lavoro a dialogare tra loro. Cameron intanto è geloso di come Mitchell sia entrato velocemente in confidenza con Pam e il suo bambino.
- Guest star: Niecy Nash (Joan), Dana Powell (Pameron Tucker), Lindsey Kraft (Joey), Gabrielle Elyse (Danielle).

## Scappare
- Titolo originale: Alone Time
- Diretto da: Jim Hensz
- Scritto da: Abraham Higginbotham, Stephen Lloyd e Danny Zuker

### Trama
Mentre Claire e Phil sono in procinto di godersi una giornata in intimità i figli ritornano a casa prima del previsto mandando in fumo i loro piani. Alex è sempre più stressata per i prossimi esami, Haley reincontra Dylan scoprendolo sposato e con figli, mentre Luke vive una serie di disavventure prima con gli amici e poi a casa. In particolare Claire quindi si renderà conto di come non riuscirà a liberarsi dal dover gestire continuamente i figli nel prossimo futuro, come invece auspicava per avere più tempo per sé in questa fase della sua vita. Intanto, Mitchell decide di concedersi una giornata di vacanza da solo, ma il padre gli copia l'idea. Anche se inizialmente Mitchell ne è indispettito, alla fine sarà un'occasione per i due di passare del buon tempo insieme e riscoprire le somiglianze tra i rispettivi caratteri. Cam, per non restare da solo, cerca invece di darsi da fare per aiutare Gloria e Manny, la prima a superare un attacco influenzale e il secondo a far colpo su una compagna di scuola.
- Guest star: Reid Ewing (Dylan), Cece Paige (Sierra), Josh Duvendeck (Austin), Jackie Seiden (Elaine).

## I diplomati
- Titolo originale: The Graduates
- Diretto da: Steven Levitan
- Scritto da: Jon Pollack, Jeffrey Richman e Chuck Tatham

### Trama
Per Luke e Manny è il giorno del diploma. Alex e Haley, per evitare che il padre pianga continuamente durante la cerimonia come aveva fatto per loro, lo inducono a commuoversi preventivamente rivivendo molti momenti dell'infanzia di Luke, ma alla cerimonia tutti comunque non riusciranno ad evitare le lacrime. Manny aveva intanto trascorso la vigilia con il padre naturale Javier, che lo aveva portato in uno strip club in cui era finito con lo smarrire l'abito per la cerimonia di consegna del diploma. Riuscirà a recuperarlo con l'aiuto di Jay. Mitchell e Cameron scoprono con sorpresa che Lily è più dotata di quanto pensassero, visto che le viene offerta la scelta di saltare un anno scolastico, oltre che popolare tra i compagni di scuola.
- Guest star: Benjamin Bratt (Javier), Doug Budin (Mr. Peterson).